# Fort Minor
Fort Minor er et hiphop-projekt, der af Linkin Parks rapper og pianospiller Mike Shinoda køres som et slags sideprojekt.
Albummet We Major blev udgivet 30. oktober i 2005 og var mixet af DJ Green Lantern. Albummet The Rising Tied blev udgivet samme år den 22. november.
De fik pæn succes i 2005 og 2006 med singlerne "Petrified", "Where'd You Go", "Remember the Name" og "Believe Me" fra The Rising Tied. Albummets medproducer var Jay-Z. På The Rising Tied medvirkede blandt andre Styles Of Beyond, John Legend, Holly Brook, Common, Celph Titled, med flere. På We Major medvirkede blandt andre Lupe Fiasco, Apathy med flere.
Fort Minor har arbejdet meget med Demigodz, der blandt andre består af Celph Titled, Ryu, Tak og DJ Cheapshot.
Noget Linkin Park-materiale har fundet dets vej til Fort Minor. Sangene It's Goin' Down og Enth E Nd blev ofte spillet til Fort Minors koncerter. Ligeledes er der en remix af Nobody's Listening på We Major. Mike Shinoda rapper da også tit et vers fra Fort Minors sange i starten af Points Of Authority til Linkin Parks koncerter.

## Diskografi
Fort Minor har udgivet to albums og fire EP'er:
- 2005: Sampler Mixtape
- 2005: We Major EP
- 2005: We Major
- 2005: The Rising Tied
- 2006: Get It/Spraypaint & Ink Pens
- 2006: Sessions At AOL EP

## Musikvideoer
Der er indtil videre fire musikvideoer fra Fort Minor:
- Believe Me
- Petrified
- Remember the Name
- Where'd You Go